# Huantsán
El nevado Huantsán es una montaña peruana localizada entre las provincias de Huaraz y Huari, en la región Áncash. Forma parte de la Cordillera Blanca, dentro del parque nacional Huascarán.
Es la tercera montaña más alta de la Cordillera Blanca y la cuarta de la región; consta de cuatro cumbres, el Huantsán propiamente (6370 m), el Huantsán Oeste (6270 m), el Huantsán Norte (6115 m) y el Huantsán Sur (5915 m). Su cara Este sigue permaneciendo virgen hasta la actualidad.

## Ascensiones históricas
El Huantsán está considerado una montaña técnica por su exigente cumbre. La cara norte fue conquistada por primera vez el 7 de julio de 1952 por el francés Lionel Terray y los dos holandeses Cees Egeler y Tom De Booy.
La cara sur fue conquistada por los catalanes Miquel Garrell y Santi Ferrer, que formaban parte de la expedición Rajucolta 77 del Club Muntanyenc de Sant Cugat del Vallés, cuyos ocho miembros fueron: Josep Maria Navarro, Jordi Farrés, Josep Fatjó, Alfons Ferrer, Santi Ferrer, Francisco Javier Trigueros, Vicenç Soto y Miquel Garrell. Los dos alpinistas conquistaron, por primera vez, la cima por la arista sur en el año 1977.

## Excursiones

### Desde Huaraz
Se puede conseguir ir de Huaraz al pie del suroeste Huantsán en una excursión de un día con bicicleta de montaña. Aproximadamente 6 km al sur de la ciudad se desvía una carretera secundaria no asfaltada de la carretera principal en dirección hacia el pueblo de Macashca. 
De Huaraz circulan también minibuses al pueblo. De Macashca una carretera de grava lleva a lo largo de la quebrada Rajucolta hasta al lago al pie de la montaña, la laguna Rajucolta. 
A una altitud de aproximadamente 4000 m se alcanza el límite del parque nacional. Se necesita un ticket de visitante, que se puede obtener en Huaraz y es válido para varios accesos.

### Desde Chavín de Huántar
Es posible también acceder al pie de la cara Este del Huantsán desde Chavín de Huántar. La caminata puede durar de 3 a 4 días entrando por la quebrada Alhuina, en donde fluye el río Huachecza o Mariash. Luego se sigue por la quebrada Huantsán, se cruza el paso Santa Rosa (4850 m) para descender por la quebrada Carhuascancha hasta el pueblo de Huántar.
En una excursión de un día, pueden caminar una hora desde Chavín de Huántar hasta el pueblo de Nunupata en la misma quebrada Alhuina, desde ahí ya se ve la cara Este.

## Galería de imágenes

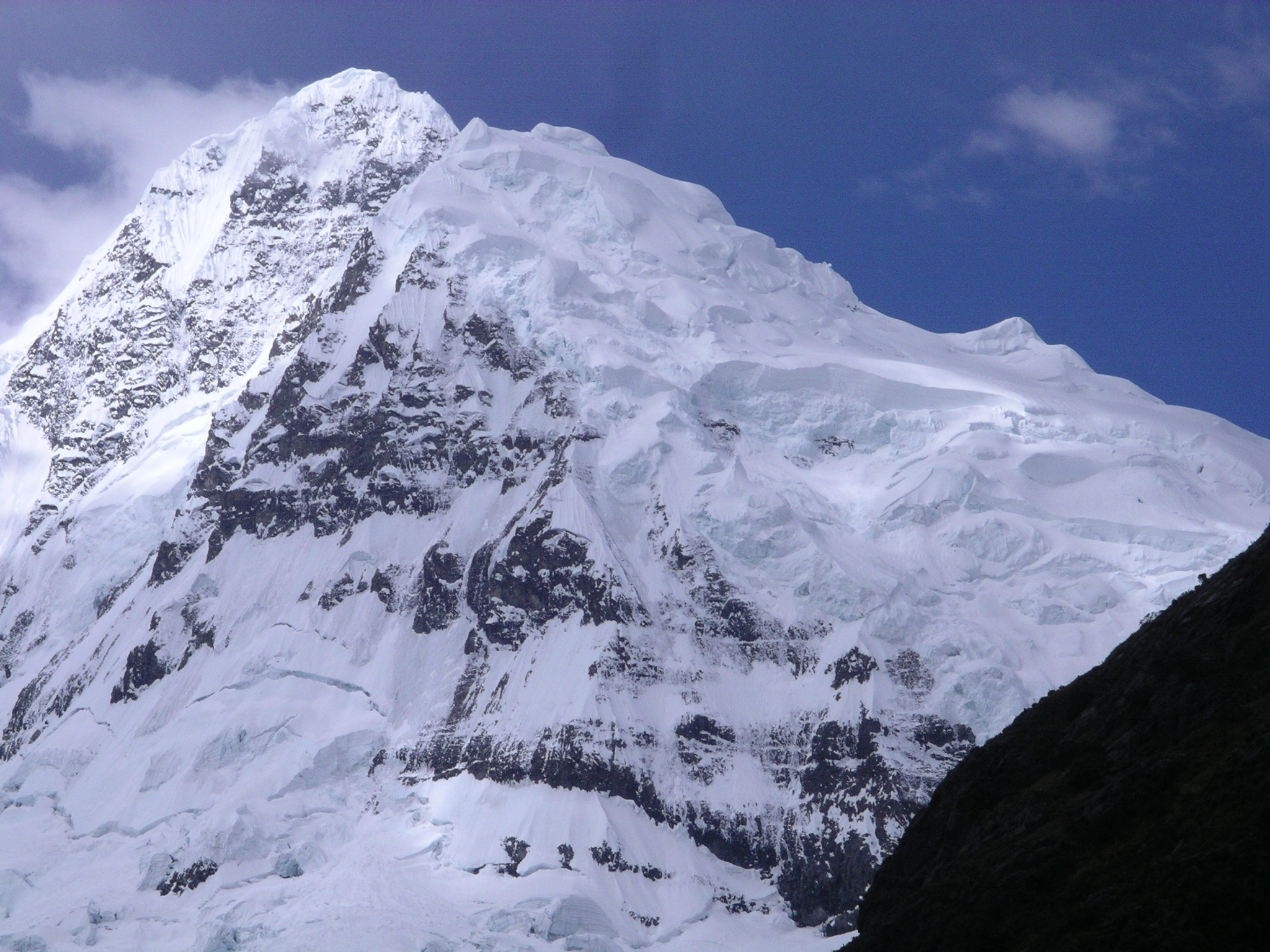
Flanco sudoccidental del Huantsán
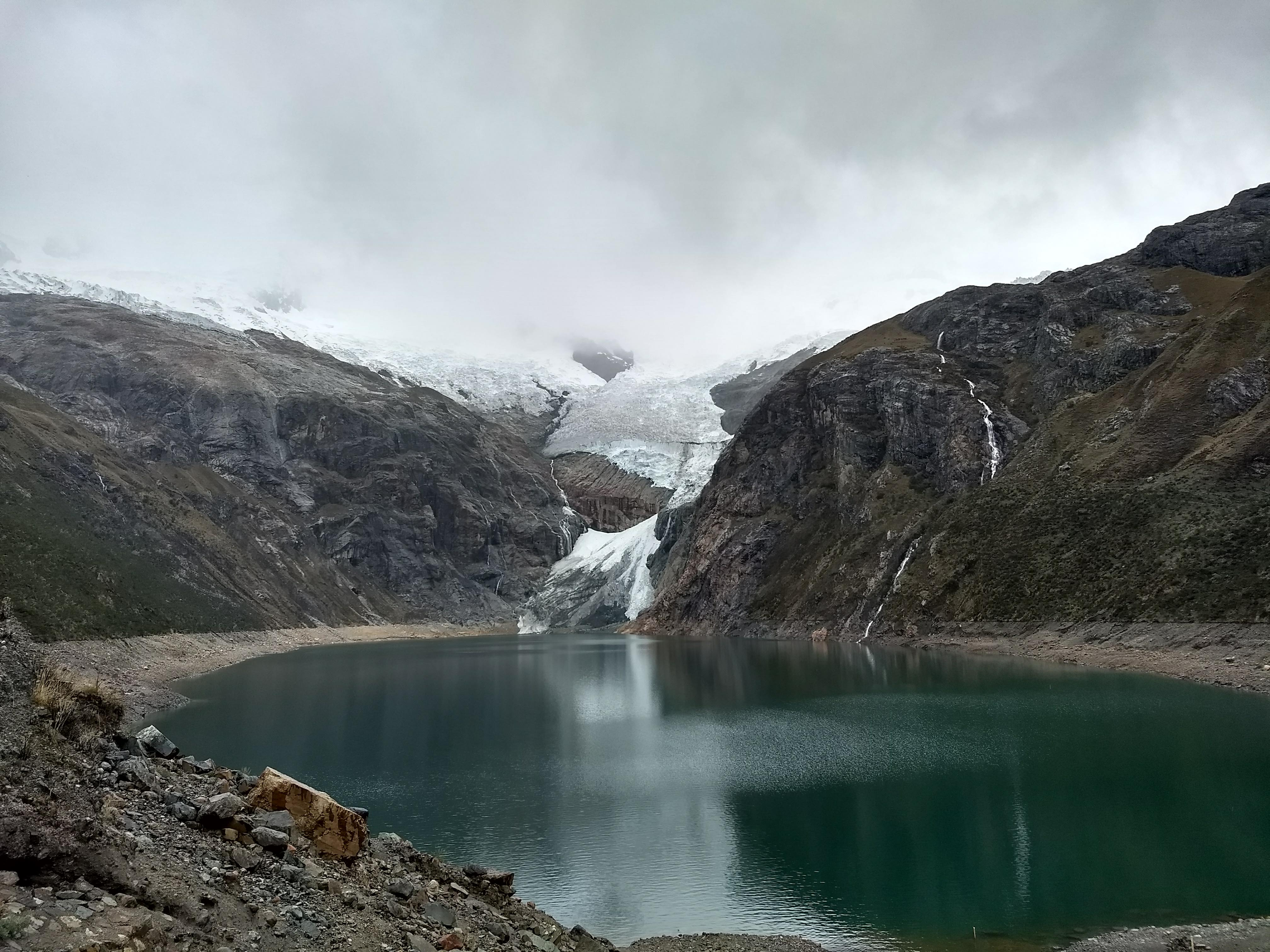
Laguna Rajucolta al pie del nevado Huantsán, vista desde el dique de control
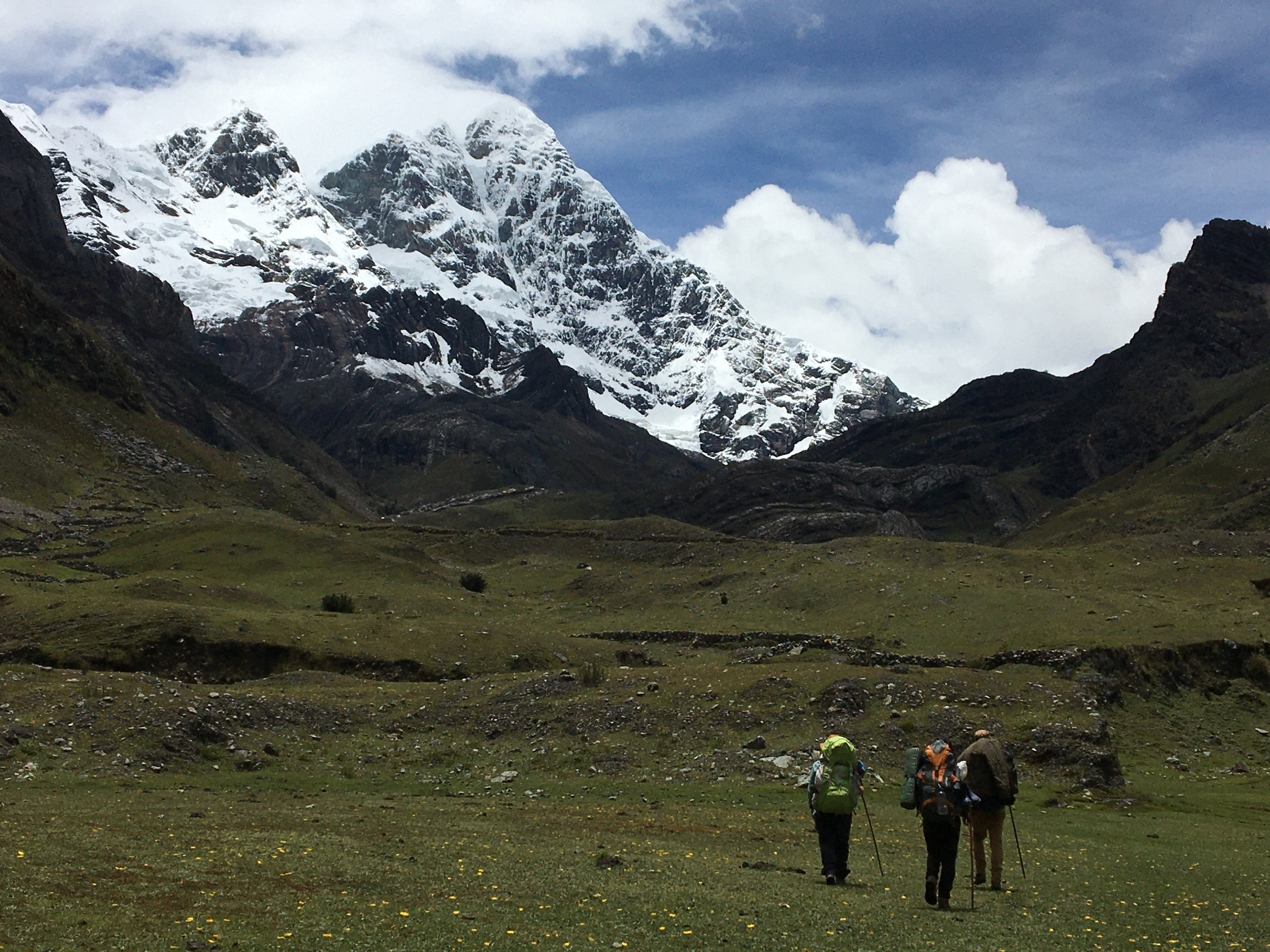
Caminantes en la quebrada Alhuina, al fondo el nevado
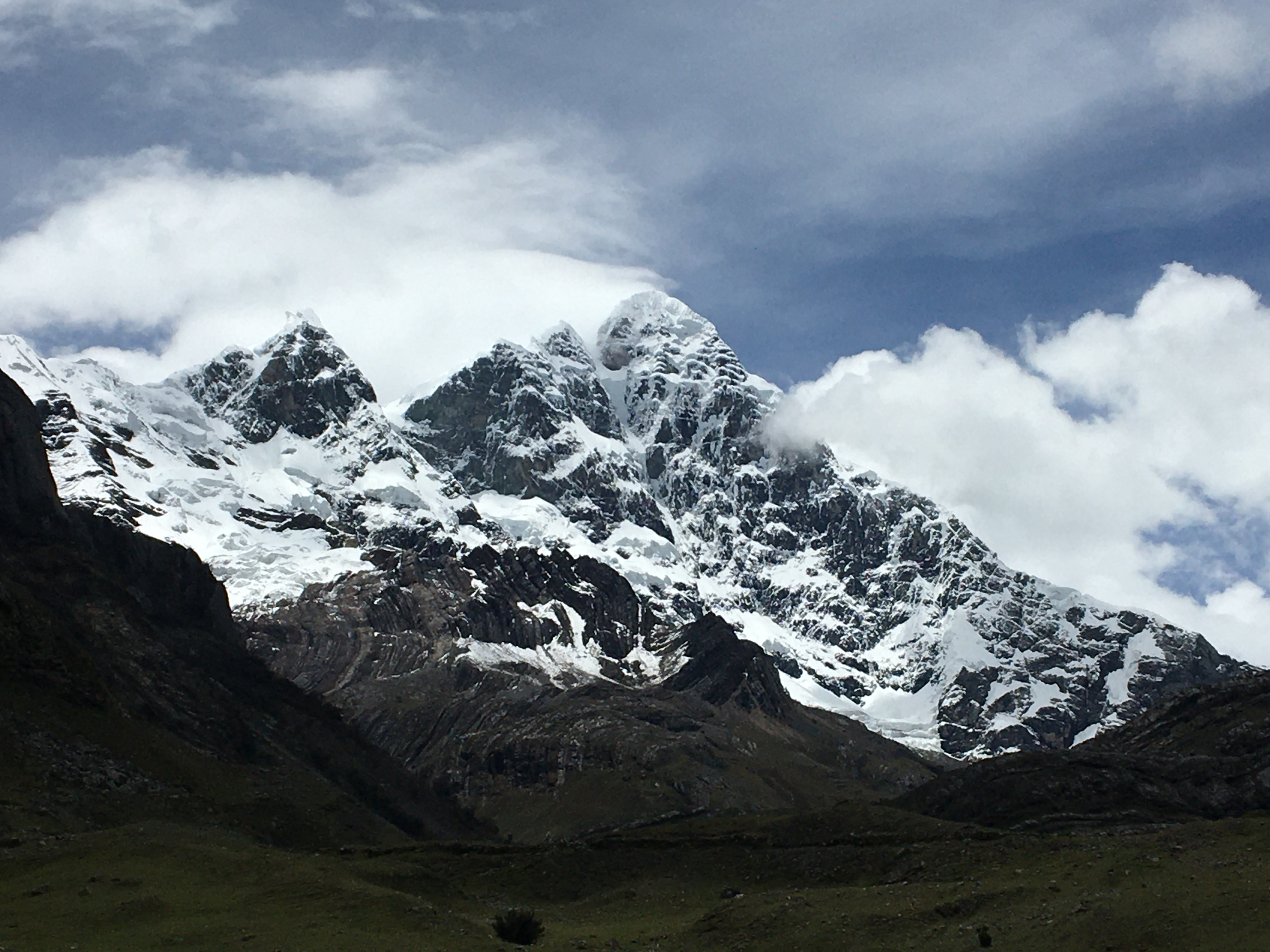
Cara este